# Heteroconis allisoni
Heteroconis allisoni is een insect uit de familie van de dwerggaasvliegen (Coniopterygidae), die tot de orde netvleugeligen (Neuroptera) behoort. 
De wetenschappelijke naam Heteroconis allisoni is voor het eerst geldig gepubliceerd door New in 1988.